# Діти Ночі: Чорна Рада
Діти Ночі: Чорна Рада — найбільший в Україні фестиваль gothic / dark / electro музики і мистецтва, що проводиться з 1999—2000 рр. Початково організовано у вересні в Києві засновниками вітчизняної готичної сцени — учасниками Українського готичного порталу на чолі з Віталієм Федуном, тривалість фестивалю — один або два дні. Постійна кількість відвідувачів становить від 1500 до 2500 осіб. На даний момент відвідування фестивалю стало щорічною традицією шанувальників gothic / dark / electro естетики з України, Росії, Білорусі, Молдови та інших країн колишнього СРСР. Фестиваль «Діти Ночі» є слов'янським аналогом найбільших міжнародних готик-фестивалів Wave-Gotik-Treffen і M'era Luna, а також визначається експертами як один з небагатьох фестивалів європейського рівня в Україні.

## Line-Up фестивалю

### 2000
Перший фестиваль «Діти Ночі: Чорна Рада 1» відбувся 14 вересня 2000 року в клубі «Промзона».
Гурти: Кому вниз (Україна), Necropolis (Україна), Antisisters (Росія), Далеко (Україна), DNK (Україна), Blaze (Україна).

### 2005
Другий фестиваль «Діти Ночі: Чорна Рада 2» відбувся 17-18 вересня 2005 року (2 дні) в клубі «Перемога».
Гурти: Кому вниз (Україна), Вій (Україна), Оля і Монстр (сайд-проект Flëur) (Україна), Холодне Сонце (Україна), Dust Heaven (Україна), Inferno (Україна), Gray/Scale (Україна), Вомбад (Україна), Ginger Snap5 (Україна), Necropolis (Україна), Strigoii (Україна), Оксана Малицька (Україна), Тінь Сонця (Україна), Оркестр Янки Козир (Україна), Dromos (Білорусь), Prophetic Dream (Білорусь), Le Reine Margot (Білорусь), Slide Show (Росія).

### 2006
Третій фестиваль «Діти Ночі: Чорна Рада 3» відбувся 16 вересня 2006 року в клубі «Бінго».
Гурти: Error:Genesis (Україна), Inferno (Україна), Audi Sile (Україна), Кому вниз (Україна), Phantasmagoria (Японія), Blood Jewel (США), Severe Illusion (Швеція), Charlotte's Shadow (Іспанія), The Guests (Росія), Prophetic Dream (Білорусь), Vis Essentialis (Білорусь).

### 2007
Четвертий фестиваль «Діти Ночі: Чорна Рада 4» відбувся 15 вересня 2007 року в клубі «Бінго».
Гурти: Gray/scale (Україна), Vanilin (Україна), Crazy Juliet (Україна), No Existence (Росія), Inferno (Україна), Error:Genesis (Україна), Cold In May (Білорусь), Andromeda Cryogen (Білорусь).

### 2008
П'ятий фестиваль «Діти Ночі: Чорна Рада 5» відбувся 20 вересня 2008 року в клубі «Бінго».
Учасники: Inversus (Україна), Delia (Україна), Grantopera (Україна), She Cries (Україна), My Personal Murderer (Україна), Ignis Fatuus (Україна), Audi Sile (Україна), Dust Heaven (Україна), Demonoid 13 (Японія), Ange Noir (Росія), Fright Night (Росія), Kalt (Білорусь), Diversant 13 (Білорусь), Mind:Shredder (Україна), Neverdice (Фінляндія).

### 2009
Шостий фестиваль «Діти Ночі: Чорна Рада 6» відбувся 12 вересня 2009 року в клубі «Бінго».
Гурти: Grim Faith (Україна), Полинове поле (Україна), F.R.A.M (Україна), Inferno (Україна), Attrition (Англія), Imprint (Англія), Novus UK (Англія), Whore Glamourama (Латвія), Otto Dix (Росія), Pain Deep Inside (Росія), Infected Desire (Росія), Toxisector (Росія), Fla Vector (Білорусь), Alpha Point (Молдова).

### 2010
Сьомий фестиваль «Діти Ночі: Чорна Рада 10» відбувся 18 вересня 2010 року в клубі «Бінго». Присвячений 10-річному ювілею фестивалю.
Гурти: Nitemare Machine (Росія), Nonsons (Росія), Fetish'ist (Росія), Tetania (Білорусь), Adyta (Грузія), Aquarelle (Україна), Mysterya (Україна), Error:Genesis (Україна), Hapalochlaena Maculosa (Росія), Оперна співачка (інкогніто).

### 2011
Восьмий фестиваль «Діти Ночі: Чорна Рада 2011» відбувся 24 вересня 2011 року в клубі «Бінго».
Гурти: Diary of Dreams (Німеччина), Скрябін (Україна), Кому Вниз (Україна), Холодне Сонце (Україна), Natalie Orlie (Україна), Waves Under Water (Швеція), Fatum Aeternum (Ізраїль), Five Times Defeat (Росія), Crazy Juliet (Україна), I Miss my Death (Україна), Bernie Bandicoot (Україна).

### 2012
Дванадцатий фестиваль «Діти Ночі: Чорна Рада 12» відбувся 22 вересня 2012 року в Києві в клубі «Бінго».
Spiral69 (Італія),

### 2013
Clan of Xymox (Голландія), Rabia Sorda (Мексика/Німеччина), Faderhead (Німеччина), The Strahi (Росія), Totten Mechanismus (Росія), Naama (Україна), Maestro Nosferatu (Росія), Kinder (Росія)
Despair (Росія), Holocoder (Росія)

## Афіші

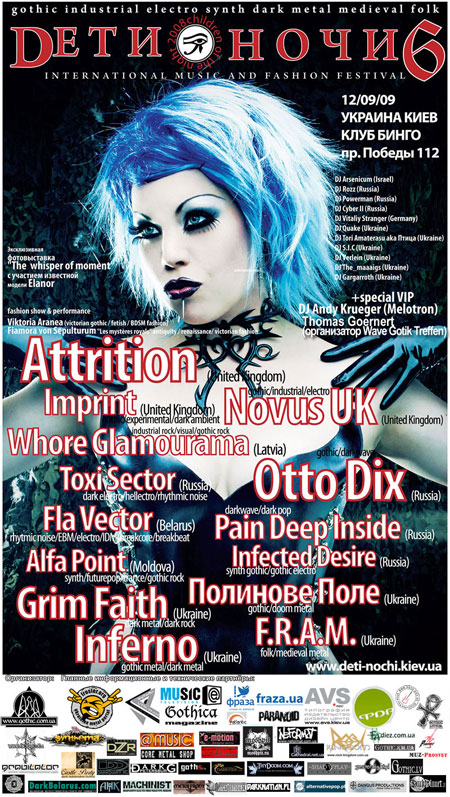
Афіша «Діти Ночі: Чорна Рада 6» 2009
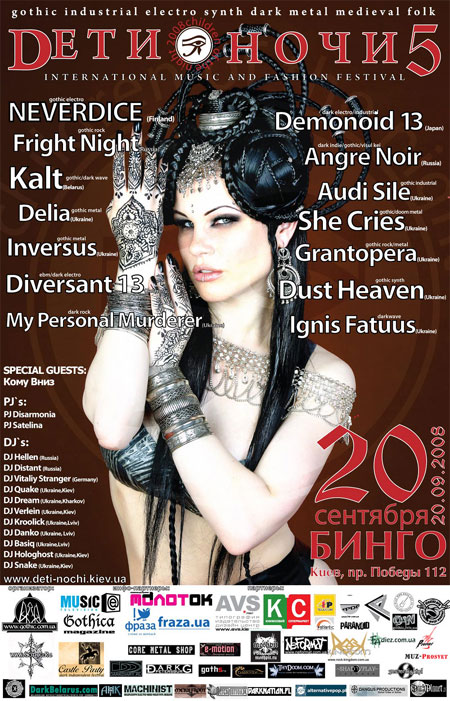
Афіша «Діти Ночі: Чорна Рада 5» 2008
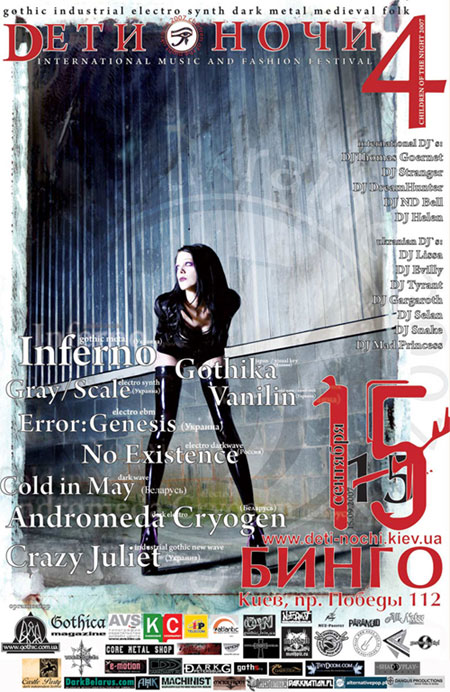
Афіша «Діти Ночі: Чорна Рада 4» 2007
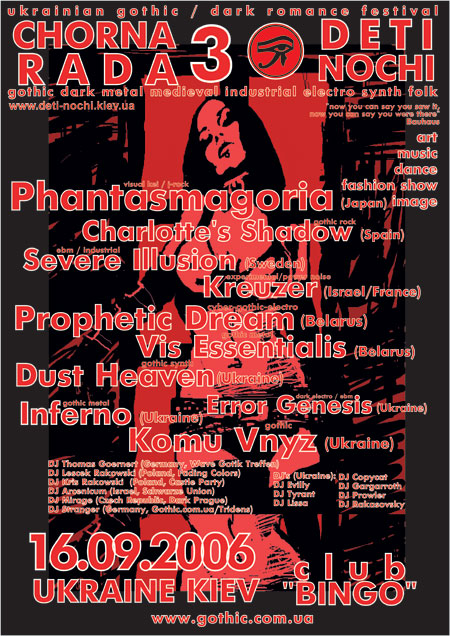
Афіша «Діти Ночі: Чорна Рада 3» 2006
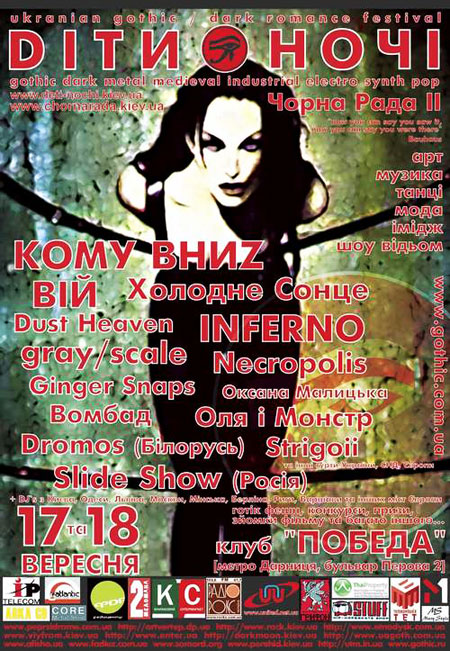
Афіша «Діти Ночі: Чорна Рада 2» 2005
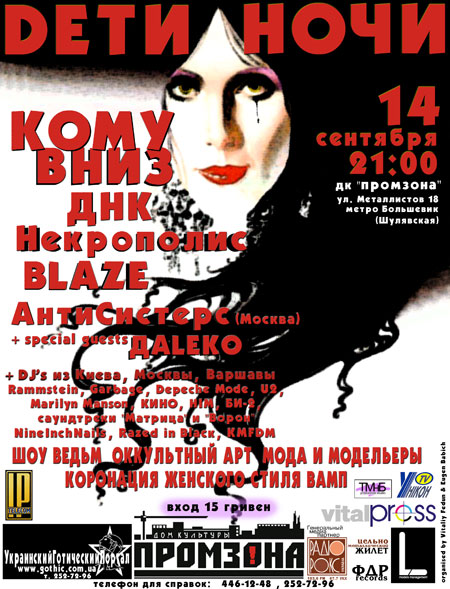
Афіша «Діти Ночі: Чорна Рада 1» 1999-2000